# Motore di rendering
Un motore di rendering o di renderizzazione, in informatica ed in particolare nella computer grafica, è un componente hardware o software che interpreta delle informazioni in ingresso codificate secondo uno specifico formato e le elabora creandone una rappresentazione grafica.

## Descrizione

### Funzionamento
Un generico motore di rendering riceve in ingresso le informazioni da elaborare secondo un linguaggio e un formato definito. In seguito, il motore esegue una serie di elaborazioni in linea, che portano alla creazione della rappresentazione grafica. In linea di massima, un motore di rendering segue tre fasi:
1. decodifica delle informazioni in ingresso;
2. elaborazione delle informazioni;
3. rappresentazione delle informazioni.

La complessità delle fasi dipende dal motore di rendering e dalla tipologia dei dati da elaborare ma, generalmente, la seconda fase è la più complessa. Il motore di rendering è un componente generico presente in ogni computer e ogni sistema operativo dotato di interfaccia utente grafica ne integra uno più o meno evoluto. A loro volta, i singoli programmi possono integrare aggiuntivi motori grafici per elaborare particolari informazioni.

## Utilizzo
I motori di rendering si differenziano a seconda dei dati su cui agiscono: alcuni sono sviluppati per elaborare informazioni che andranno stampate (gli interpreti postscript ne sono un esempio), altri elaborano e rappresentano informazioni tridimensionali (come le moderne schede grafiche), altri elaborano informazioni miste (i web browser). 